# Abdulaziz Al Yassi
Abdulaziz Al Yassi (Sharjah, Emiratos Árabes Unidos; 16 de septiembre de 1977) es un exfutbolista y entrenador de Fútbol de los Emiratos Árabes Unidos que jugaba en la posición de centrocampista. Actualmente es el entrenador del Khor Fakkan Club de la UAE Pro League.

## Carrera

### Club
Jugó toda su carrera con el Sharjah FC de 1994 a 2010, donde anotó 57 goles en 224 partidos, ganó dos títulos de liga y tres de copa.

### Selección nacional
Jugó para Emiratos Árabes Unidos en 17 ocasiones de 1996 a 2006 y anotó dos goles; participó en la Copa Asiática 2004.

### Entrenador
| Periodo   | Club             |
| --------- | ---------------- |
| 2017–2021 | Sharjah FC       |
| 2022–     | Khor Fakkan Club |

## Logros

### Jugador
- UAE Pro League (2): 1993–94, 1995–96
- UAE President Cup (3): 1994–95, 1997–98, 2002–03

### Entrenador
- UAE Pro League (1): 2018–19
- UAE Super Cup (1): 2019